# Kraftwerk Karapiro
Das Kraftwerk Karapiro (Karapiro Power Station) ist ein Laufwasserkraftwerk auf der Nordinsel von Neuseeland.

## Namensherkunft
Der Name „Karapiro“ setzt sich in der Sprache der Māori aus den Wörtern „kara“ für „Stein“ und „piro“ für „übel riechend“. Der Legende nach lag Karapiro im Einflussgebiet des Häuptlings O-Te-Ihingarangi und war der Ort, an dem der Stamm der Ngati Haua und ihre Verbündeten aus dem Gebiet von Tauranga während der Landkriege von 1864 einen Verteidigungspakt schlossen.

## Geographie
Die Karapiro Power Station ist das achte Kraftwerk in einer Kette von insgesamt acht Wasserkraftwerken des Waikato River. Das Kraftwerk befindet sich 5 km südöstlich von der Stadt Cambridge. Zu erreichen ist das Wasserkraftwerk vom 1,2 km nordöstlich verlaufenden New Zealand State Highway 1 und der zum Kraftwerk führenden Hydro Road.

## Geschichte
Die Bauarbeiten zu dem Staudammprojekt begannen im Jahr 1940, doch durch die Auswirkungen des Zweiten Weltkriegs waren Baumaterial und Arbeitskräfte Mangelware, wodurch sich das Bauvorhaben in die Länge zog. Erst im Jahr 1947 konnte der Staudamm mit dem Kraftwerk in Betrieb genommen und der erste Generator im Mai 1947 an das Stromnetz angeschlossen werden. Die beiden anderen Generatoren folgten im September 1947 und im Mai 1948.
Stand 2020 wird das Kraftwerk von der mehrheitlich im Staatsbesitz befindlichen Firma Mercury NZ Limited, früher Mighty River Power betrieben.

## Absperrbauwerk
Das 335 m lange Absperrbauwerk ist als eine 52,4 m hohe, aus Beton gefertigte Bogenstaumauer ausgeführt. Das Bauwerk besitzt an seiner Basis eine Breite von 15,2 m und verjüngt sich bis zu seiner Krone auf 2,4 m. Drei 6,4 m im Durchmesser messende und zwischen 36,6 m und 45,7 m lange Druckstollen führen das Wasser den Turbinen des Kraftwerks zu. Die Hochwasserentlastung ist an der nordöstlichen Seite des Kraftwerks ausgeführt und besitzt vier Überläufe von je 6,1 m Breite.

## Kraftwerk
Die Karapiro Power Station verfügt über eine installierte Leistung von 906 MW und kommt auf eine durchschnittliche Jahresstromerzeugung von rund 490 GWh. Die drei von den Kaplan-Turbinen angetriebenen Generatoren sind für eine Leistung von je 30 MW ausgelegt.

## Stausee
Mit der Fertigstellung des Absperrbauwerks wurde das Wasser des Waikato River zum Lake Karapiro genannten Stausee aufgestaut. Der See, der sich über eine Fläche von 7,7 km² erstreckt, verfügt über ein für die Stromerzeugung nutzbares Volumen von 10,7 Mio. m³ Wasser bei einem variablen Stauziel von 50,62 m bis 53,45 m.